# Светлополянское лесничество
Светлополянское лесничество — упразднённый населённый пункт в Бессоновском районе Пензенской области России. На момент упразднения входил в состав Бессоновского сельсовета. В 2007 году включён в состав города Пенза и исключён из учётных данных.

## География
Населённый пункт располагался в центральной части области, на правом берегу реки Сурка, на расстоянии примерно в 5,5 километра по прямой к юго-востоку от районного центра Бессоновки.

## История
Основан как поселок производственного назначения между 1939 и 1959 гг..
В 2007 году в связи с тем, что населённый пункт фактически стал составной частью города Пензы и утратил свое наименование и статус самостоятельного населенного пункта, он был исключён из учётных данных.

## Население
| 1959 | 1979 | 1989 | 1996 | 2002 |
| ---- | ---- | ---- | ---- | ---- |
| 29   | ↗53  | ↘46  | ↗57  | ↘32  |

### Национальный состав
Согласно результатам переписи 2002 года, в национальной структуре населения русские составляли 78 % из 32 чел..